# Astragalus sangonensis
Astragalus sangonensis là một loài thực vật có hoa trong họ Đậu. Loài này được Širj. & Rech. f. miêu tả khoa học đầu tiên năm 1954.